# Carmen Gaitán Rojo
Carmen Gaitán Rojo es una gestora cultural, directora de museo y funcionaria pública mexicana. Desde 2019 hasta marzo de 2023, fue directora del Museo Nacional de Arte de México (MUNAL).

## Trayectoria
Inició su trayectoria en 1979 en la oficina de la dirección del Museo Palacio de Bellas Artes. Laboró como coordinadora de exposiciones en el Museo de Arte Moderno de México y en el Centro Cultural de Arte Contemporáneo. Fue coordinadora de comunicación en el Instituto Nacional de Antropología e Historia (INAH). 
En 2007 fue directora del Museo Mural Diego Rivera. En 2011 inició la dirección del Museo Nacional de San Carlos. En 2017 fue elegida como parte de la mesa directiva de la Association of Art Museum Directors. Desde el 2 de febrero de 2019 es directora del MUNAL.
A nivel editorial trabajó en puestos directivos de Fomento Cultural Banamex y en editoriales como Océano, Grupo Editorial Planeta y Cal y Arena.

## Obra
- Diego Rivera y la inquisición: un puente en el tiempo (Conaculta, 2008)
- Fernando Gamboa: el arte del riesgo (Conaculta, 2009)

### En colaboración
- El Ateneo de la Juventud y la plástica mexicana (con Ariadna Patiño Guadarrama y Julián Martínez González, Conaculta, 2010)

## Vida familiar y privada
Fue esposa de Federico Campbell Quiroz, escritor mexicano.[cita requerida]